# Eduard Verboog
 Eduard Verboog  (Zoeterwoude 12 februari 1890 - Haarlem 23 januari 1986) was kunstschilder, etser en tekenaar. Hij werd vooral bekend met zijn landschapsschilderijen. Daarnaast maakte hij portretten, figuurvoorstellingen en stillevens.

## Leven en werk
Verboog heeft zijn opleiding als kunstschilder genoten aan de Haagse Academie waar hij les kreeg van Floris Verster, Henri Boot en Chris van der Windt. Hij is lid geweest van de kunstenaarsverenigingen Kunst om de Kunst in Leiden, De Groep en Kunst Zij Ons Doel, beide in Haarlem, Pictura Veluvensis in Renkum en de Beroepsvereniging van Beeldende Kunstenaars. In 1915 trouwde hij met schilderes Maria de Graaf, met wie hij in Katwijk ging wonen. In 1918 verhuisde hij naar Oegstgeest, in 1924 naar Bennekom. Vanaf 1928 vestigt hij zich permanent in Haarlem, waar hij in het atelier van Henri Boot ging werken.
Werken van Verboog zijn in het bezit van Teylers Museum en het Prentenkabinet in Leiden.

## bronnen, noten en referenties
- Biografisch Portaal: 14488767
- International Standard Name Identifier: 0000 0003 9491 5596
- Nederlandse Thesaurus van Auteursnamen: 322823722
- RKD-Nederlands Instituut voor Kunstgeschiedenis: 80085
- Virtual International Authority File: 289537434
- WorldCat: E39PBJxrYgHFMHmxBYDMQm4pfq